# غشن أباد
غشن أباد (بالفارسية: گشن‌آباد) هي قرية تقع في منطقة رونيز في إيران.